# Napoleontische obelisk

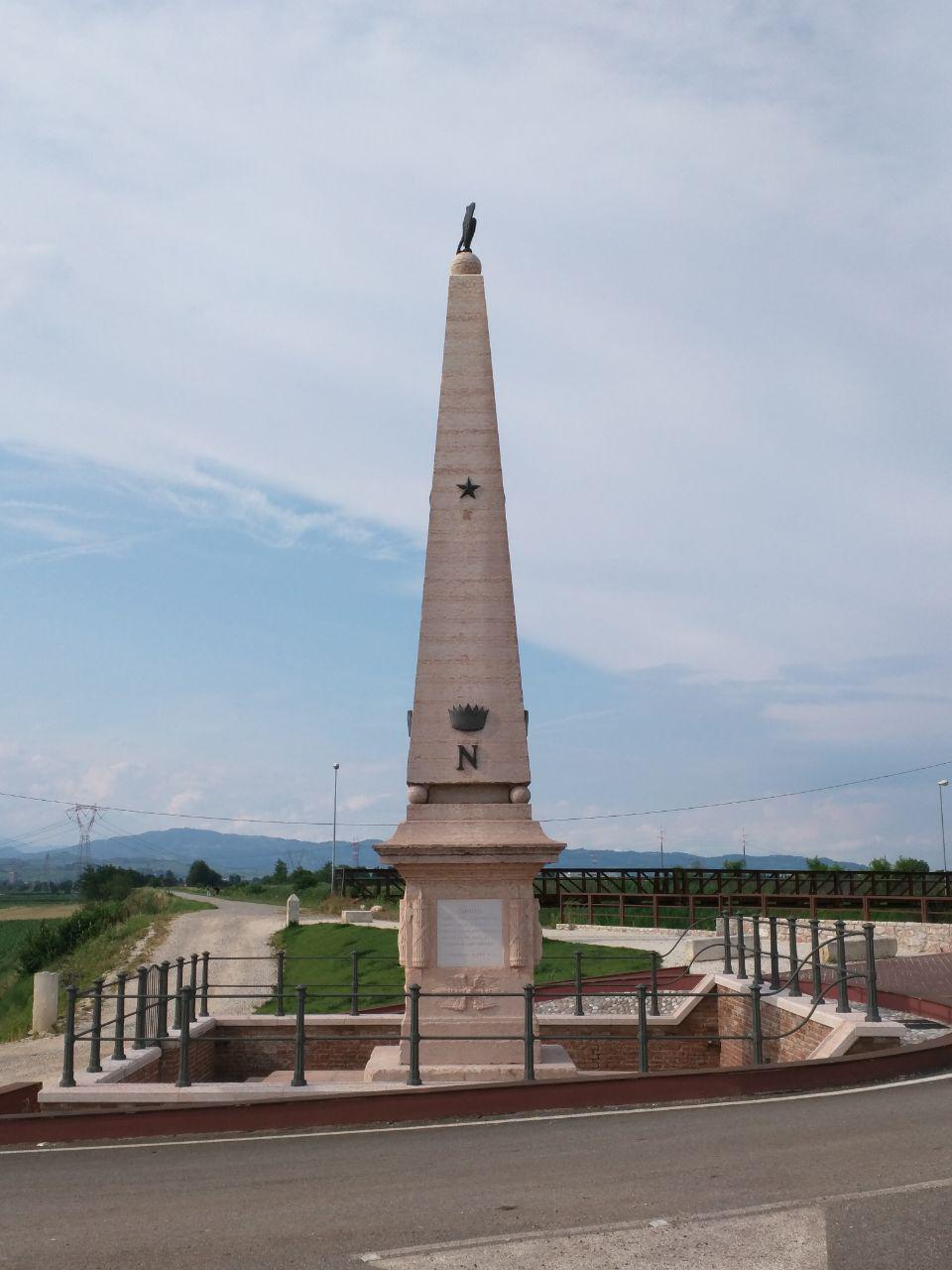
Napoleontische obelisk in Arcole, Italië

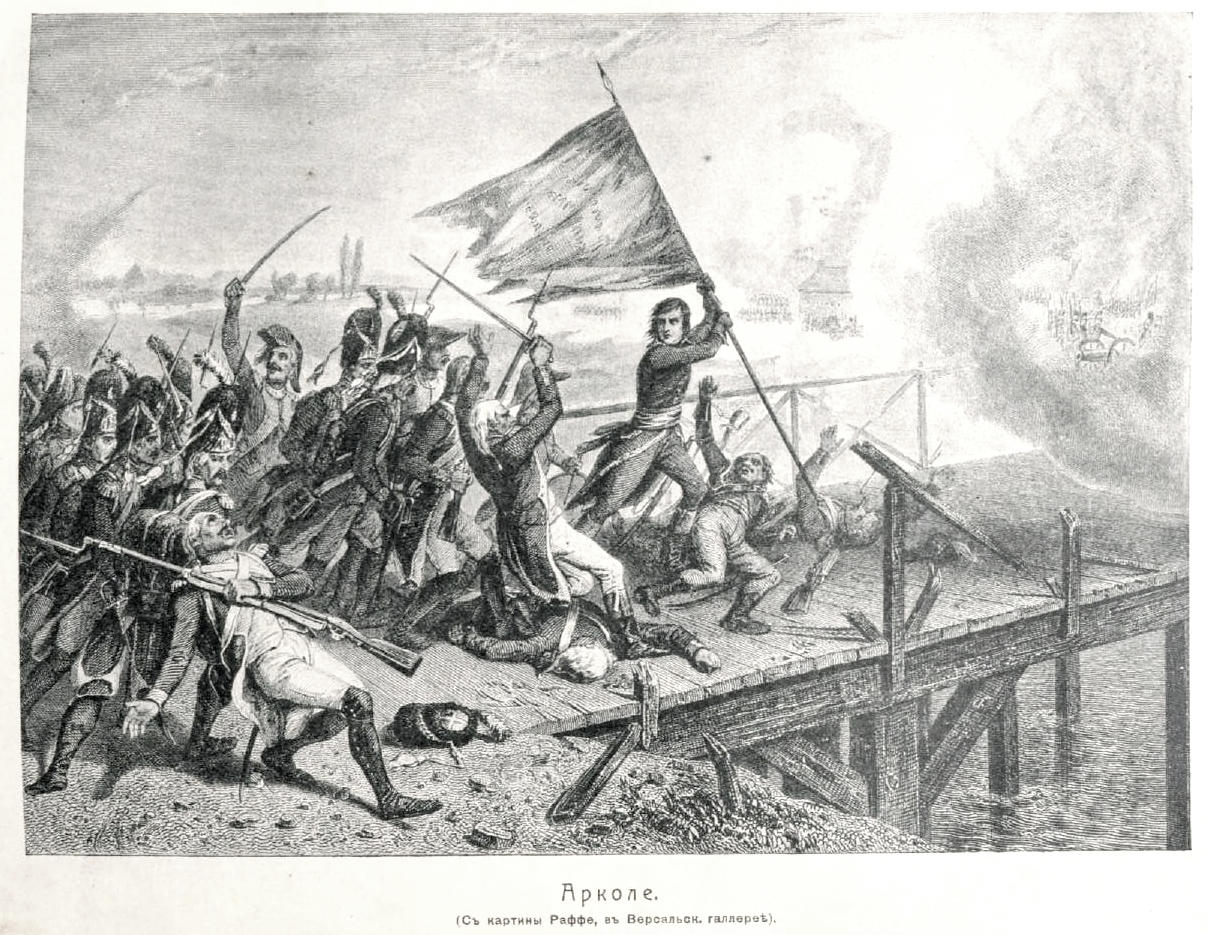
Napoleon op de brug van Arcole (1797)

De Napoleontische obelisk (1810) staat in Arcole, een gemeente in de Noord-Italiaanse provincie Verona en regio Veneto. 
De obelisk verheerlijkt de overwinning van generaal Napoleon Bonaparte op de Oostenrijkers tijdens de Italiaanse Veldtocht van 1796-1797. De veldslag is bekend als de Slag bij de brug van Arcole. Meer nog, deze veldslag droeg bij tot de persoonscultus en mythes rond Napoleon. Naar verluidt rukte Napoleon op met een Franse vlag in de hand.
De obelisk bevindt zich op een esplanade die hoog uitkijkt op de vallei van de rivier Alpone, een zijrivier van de Adige. De obelisk is circa 11 meter hoog, bevat een grote letter ‘N’ en bovenop staat een adelaar. De obelisk maakte deel van een groter plan van Napoleon om op zeven plaatsen in Noord-Italië zijn glorie te vereeuwigen. Dit plan lanceerde hij in 1806, nadat hij koning van Italië was geworden. Vier monumenten uit het plan werden effectief opgericht. Drie ervan werden verwoest door de Oostenrijkers tijdens hun bestuur in het koninkrijk Lombardije-Venetië later in de 19e eeuw. Zodoende is de obelisk het enige napoleontische monument door hem bevolen in 1806.

## Historiek
In 1806 belastte Napoleon zijn vice-koning en schoonzoon Eugène de Beauharnais de obelisk in Arcole op te richten. Beauharnais inspecteerde in 1808 de plek en er was nog niets gebeurd. De bouw werd gestart, nadat Beauharnais de plannen van kapitein-architect Gaspare Galliari had goedgekeurd. Augusto Caffarelli, minister van Oorlog, verplichtte Galliari om de bouw regelmatig te inspecteren. Sommige Italianen saboteerden de bouw met name het transport van het marmer van Verona en de aanmaak van de letter N. Vandaar werd de obelisk pas in 1810 ingehuldigd, in de striemende regen, zodat er weinig publiek stond.
Minister Caffarelli had ook dichters gezocht die verzen zouden dichten om als inscriptie te dienen (1810). Hij vond geen dichters.
Het Oostenrijks bestuur in Veneto (1815-1866) keek niet om naar de obelisk. Ze liet wel de Napoleontische adelaar weghalen.
Na de eenmaking van Italië koos de gemeente Arcole de Napoleontische obelisk als gemeentewapen (1876). Zij liet restauraties uitvoeren in 1891 en 1899. In 1976 liet de gemeente een bronzen adelaar bovenop de obelisk plaatsen, wat conform het oude plan van Gaspare Galliari was. Deze adelaar stond ook op hun vlag.
Het monument behoort tot het cultureel erfgoed van Italië.